# Тесел
Те́сел (нід. Texel, МФА: [ˈtɛsəl]) — острів у Нідерландах, у провінції Північна Голландія. Найбільший і найзалюдненіший з Фризьких островів. На острові розташовується однойменний муніципалітет. Ще в 1415 році острів дістав міські права. Площа території, підпорядкованої міській раді Теселу, становить 585,96 км², хоча велика частина (416,14 км²) припадає на акваторію. Таким чином, формально Тесел є містом з найбільшою в Нідерландах площею.

## Географічні дані

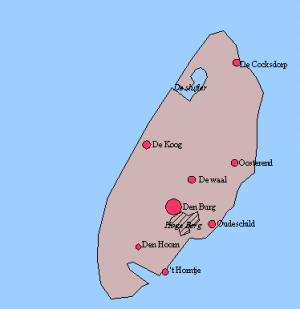
Населені пункти на Теселі

Площа: 169,82 км². Населення: 13 830 чоловік (2005). На острові розташоване місто Ден-Бург, села Аудесхілд, Де-Вал, Ден-Горн, Де-Ког, Де-Коксдорп та Остеренд, а також низка селищ.
Будова і рельєф: острів має дюнне походження і є природним бар'єром між Північним і Ваттенським морями. Природні ресурси: третина острова віддана під орнітологічний заповідник, острів є важливою ланкою при сезонній міграції птахів (гусаки, хижі птахи).
Промисловість на острові не розвинена. Сільське господарство: трохи розвинене тваринництво (вівці, велика рогата худоба).
Туризм: Понад 70 % економіки острова пов'язане з туризмом. Найрозвиненіший активний туризм, пов'язаний з пішими прогулянками, плаванням, прогулянками на велосипедах або конях. Рибальство: на острові є рибний порт.

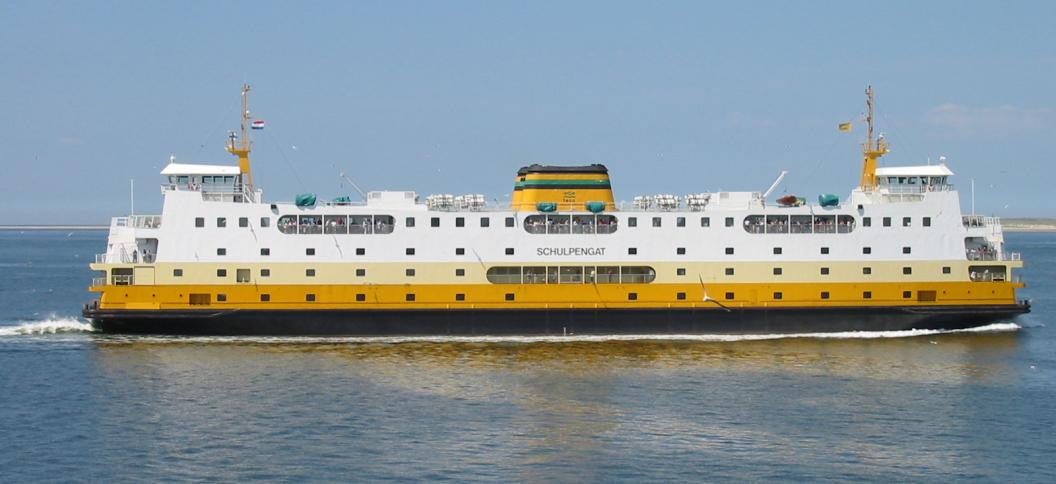
Пором між Теселом і Ден-Гелдером

Транспорт: переміщатися по острову можна на велосипеді або автомобілі. Зв'язок із зовнішнім світом здійснюється або повітряним шляхом через аеропорт острову, або за допомогою порома, який кілька разів на день курсує між островом і портом Ден-Гелдер. Порт для порома розташовується на південному березі острова з боку Ваттового моря. На східному березі розташовується яхт-клуб і рибний порт. Судноплавною є протока тільки між островом і материком, протока характеризується високою швидкістю течії, пов'язаною з припливно-відпливними циклами. Протока між островами Тесел і Вліланд мілка і доступна тільки для суден із малим осадкою.

Прапор острова

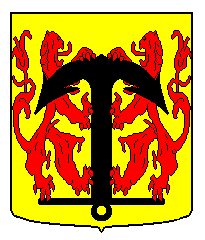
Герб острова

## Історія
Події, пов'язані з Теселом:
- 1653 Бій біля Схевенінгена — під час Першої англо-голландської війни.
- 1673 Бій біля Тесела — під час Третьої англо-голландської війни.
- 1945 Грузинське повстання на острові Тесел — під час Другої світової війни

## Визначні пам'ятки

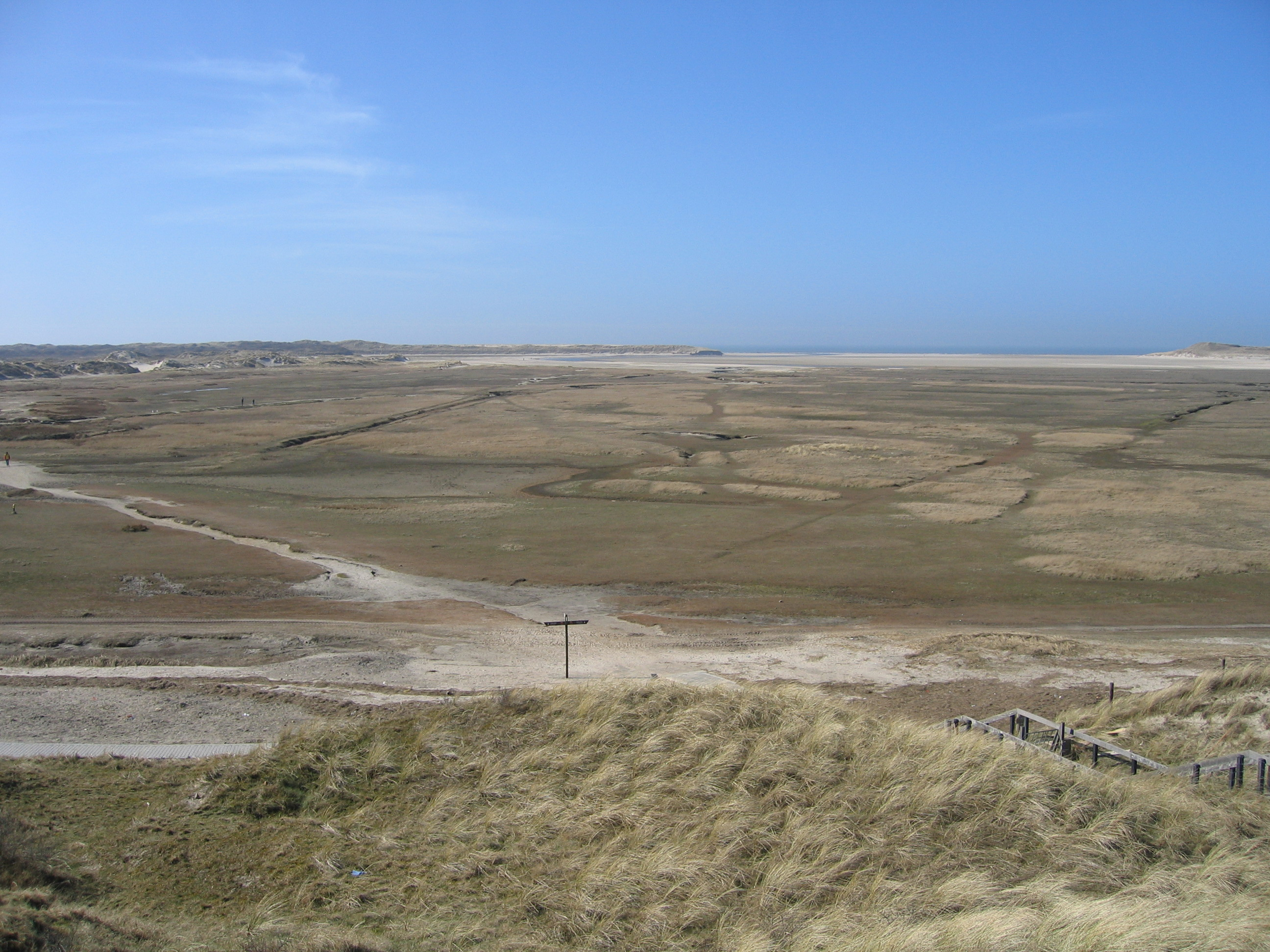
Дюни

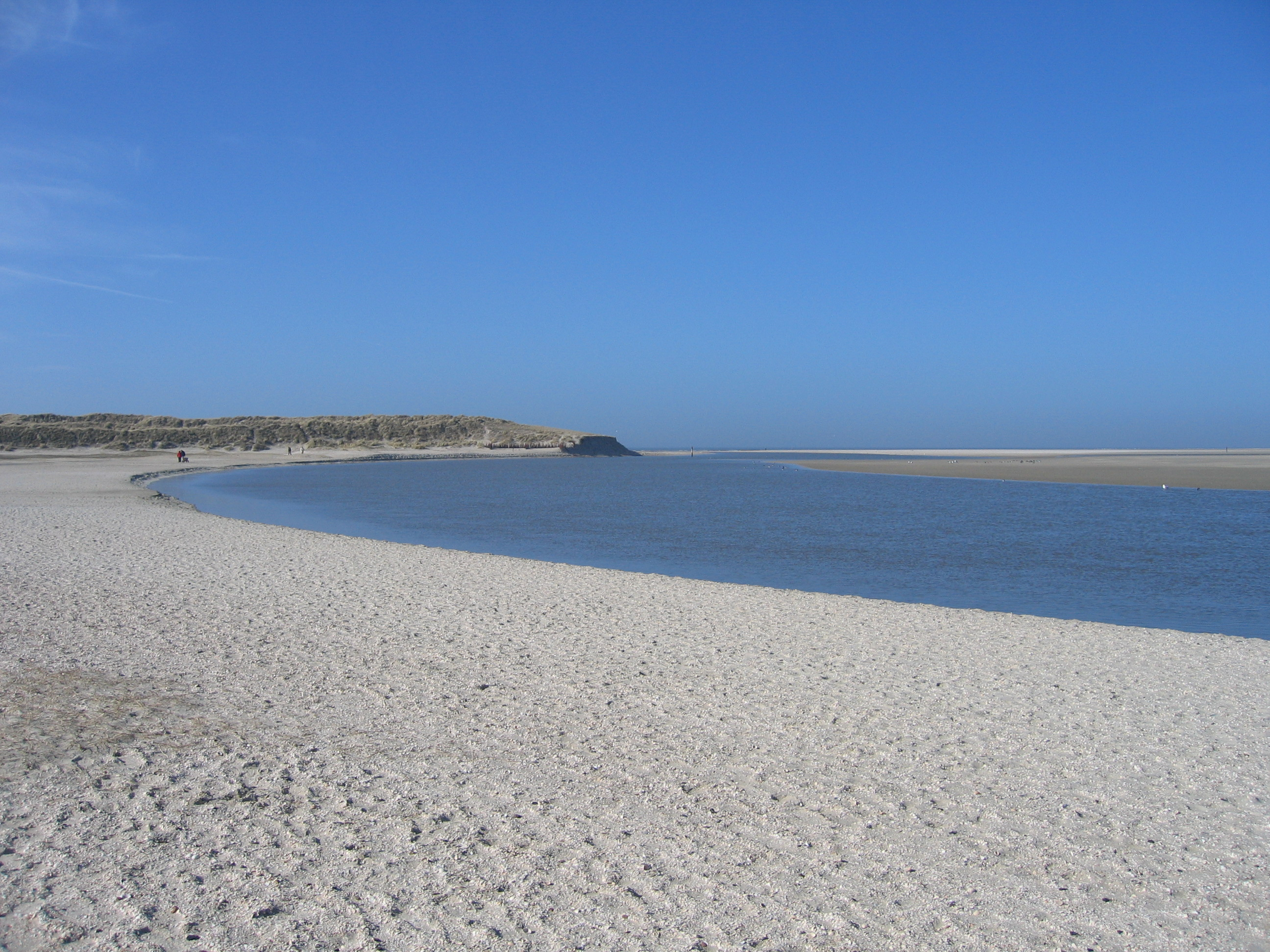
Пляжі острова

- Регата RoundTexelRace. На Теселі щороку проходить найбільша у світі регата катамаранів. На регату збираються яхтсмени з усієї Європи. Регата зазвичай проходить у середині червня. Дистанція перегонів становить близько 60 морських миль і проходить навколо острова.
- Монумент на Гогеберзі. Споруджений у 1953 році на згадку про повстання радянських ув'язнених у 1945 році.
- Острів птахів. Центр Екомар — музей флори і фауни.
- Де-Ког — село-курорт.
- Авдесхилд — село, у якому міститься Морський музей, Експонатами якого є речі, підняті з кораблів, затонулих або потоплених біля острова.
- Фестиваль блюзу в Ден-Бурзі. Проходить щороку в середині жовтня. Тривалість 10 днів. Концерти влаштовуються як в закритих приміщеннях, так і просто неба.
- Пляжі. Протяжність пляжів острова становить понад 25 кілометрів.